# Polygoniodes laciniata
Polygoniodes laciniata là một loài bướm đêm trong họ Noctuidae.